# Gerardo Manuel y El Humo
Gerardo Manuel y El Humo fue un grupo de rock peruano formado por Gerardo Manuel con otros destacados músicos como Pico Ego Aguirre, el estilo de este grupo fue desde rock psicodélico , hard rock, fusión . Dejando maravillosos vestigios en sus 3 grabaciones de estudio.

## Historia
A mediados de 1970 tras la disolución de The (St. Thomas) Pepper Smelter muchos músicos peruanos se sentían desilusionados por las dificultades del gobierno militar para grabar y hacer conciertos, entre ellos estaba Gerardo Manuel, sin embargo el destino aún no permitiría que esa época de rock peruano termine aún.
La casa discográfica El Virrey tenía un equipo moderno para aquella época y que estaba siendo instalada por el alemán Gerd Nieckau, le pidieron a Gerardo Manuel que acompañara y justo por eso años ya se había reconciliado con Pico Ego Aguirre, luego el alemán pediría que lleven una banda de rock para probar los equipos, Gerardo Manuel llamaría a todos sus colegas más cercanos.
Luego de un jamming el alemán pidió que se publicara un LP sin costo, y luego de esto con la colaboración de Pico Ego Aguirre lanzarían el disco de rock ácido Apocallypsis. Y fue en esta época en la que Gerardo Rojas adoptaría su nombre artístico: Gerardo Manuel, en este disco Pico también figura con otro el nombre de 'Enrique Mario' pues tenía contrato con otra casa discográfica. Ernesto Samamé sugirió el nombre El Humo pues nunca tocaban en vivo y solo se aparecían para grabar. La banda finalmente si llegaría a hacer una sola presentación y sería en el Cine Central en el estreno de Woodstock, ubicado en la Avenida Tacna.
En el segundo LP titulado Machu Picchu 2000 todos los temas eran propios. Y estaba basado en un cuento de Gerardo Manuel: La historia que estalla la III Guerra Mundial a las cinco y media del 31 de diciembre de 1999 y que, al comenzar el nuevo milenio, resurge el imperio de los Incas. Este disco sería un estilo más hippie con elementos de fusión andina.
En agosto de 1973 graban su último LP titulado ¿Quién es el mayor?, este disco tuvo acompañamiento de cuerdas, viento y percusión (de ahí el C.V. P. en el título del disco). Los arreglos fueron echos por Pocho Purizaga. Para este disco participaron : Óscar y Ramón Stagnaro, Pablo Luna y su esposa, Walter La Madrid, Karl Seibt, Pico Ego Aguirre, Jorge Pomar, Lucho Calixto y otros más.
En 1987 se realizó el especial Grandes momentos del rock, en que se realizaron versiones de canciones emblemáticas del género.

## Discografía
Álbumes de estudio
- Apocallypsis (El Virrey 1970)
- Machu Picchu 2000 (El Virrey 1971)
- ¿Quién es el mayor? (El Virrey 1973)